# Herrarnas tvåa med styrman i rodd vid olympiska sommarspelen 1988
Herrarnas tvåa med styrman i rodd vid olympiska sommarspelen 1988 avgjordes mellan den 20 och 25 september 1988.

## Medaljörer
| Gren             | Guld                                                                     | Silver                                                          | Brons                                                               |
| Tvåa med styrman | Italien Carmine Abbagnale Giuseppe Abbagnale Giuseppe Di Capua (styrman) | Östtyskland Mario Streit Detlef Kirchhoff René Rensch (styrman) | Storbritannien Andy Holmes Steve Redgrave Patrick Sweeney (styrman) |

## Resultat

### Final
| Placering | Roddare                                                     | Land           | Tid     |
| --------- | ----------------------------------------------------------- | -------------- | ------- |
| 1         | Carmine Abbagnale, Giuseppe Abbagnale och Giuseppe Di Capua | Italien        | 6:58,79 |
| 2         | Mario Streit, Detlef Kirchhoff och René Rensch              | Östtyskland    | 7:00,63 |
| 3         | Andy Holmes, Steve Redgrave och Patrick Sweeney             | Storbritannien | 7:01,95 |
| 4         | Dimitrie Popescu, Vasile Tomoiagă och Ladislau Lovrenschi   | Rumänien       | 7:02,60 |
| 5         | Emil Grojtsev, Atanas Andreev och Stefan Stojkov            | Bulgarien      | 7:03,04 |
| 6         | Andrej Korikov, Roman Kazantsev och Andrej Lipskij          | Sovjetunionen  | 7:06,07 |